# Bóbitás aranymadár
A bóbitás aranymadár (Sericulus aureus) a madarak osztályának verébalakúak (Passeriformes)  rendjébe és a lugasépítő-félék (Ptilonorhynchidae) családjába tartozó faj.

## Előfordulása
Új-Guinea területén honos.

## Alfajai
- Sericulus aureus ardens (Albertis & Salvadori, 1879)
- Sericulus aureus aureus (Linnaeus, 1758)

## Megjelenése
A hím színesebb, mint a tojó.

## Szaporodása
A hím lugast készít a tojó elcsábítására.